# Eurosz

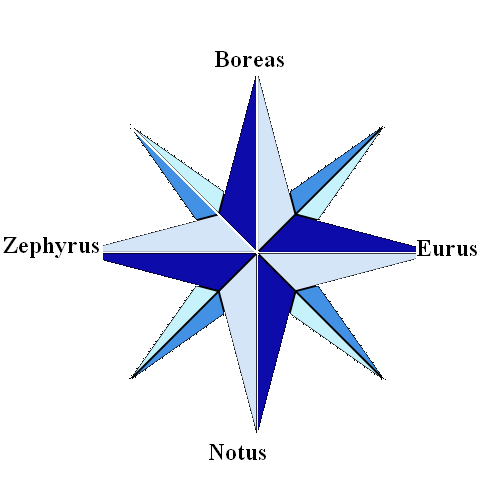
Szélrózsa

Eurosz Éósz és Asztraiosz gyermeke, a keleti szél istene a görög mitológiában. A másik három égtáj szeleinek testvére. Mint ahogyan bátyjainak, neki is voltak szárnyai. Eurosz volt az a szél, aki meleget és esőt hozott keletről, ezért gyakran egy felhő volt az attribútuma, amelyből eső hullott alá. Rómában Vulturnus volt a megfelelője.